# 孤独の発明
『孤独の発明』（こどくのはつめい、英語: The Invention of Solitude）は、1982年に出版されたポール・オースターの回想録である。

## 概要

### 見えない人間の肖像
三週間前に死去した父親サミュエル・オースターの過去を追い求めて主人公はニュージャージー州の実家に帰り、そこで写真のアルバムを開いた。彼の生前の生活習慣や、父親がユダヤ人である事を理由に仕事を解雇されたという話を思い出した。1911年ウィスコンシン州ケノーシャで、オースターの祖父の謎の死を警察は疑問視し、主人公の祖母を逮捕して裁判に掛けるが、無罪となる。しかしこの事を巡って親戚と対立してしまった。

### 記憶の書
1979年クリスマスイヴのニューヨークで、主人公Aは旧約聖書のヨナと『ピノキオ』が類似している事に気が付いて思索を始めた。Aは過去にパリやアムステルダム、ロンドンを旅行した事を思い出した。アムステルダムではアンネ・フランクが住んでいたアパートに向かい、そこでデカルトが暮らしていた部屋を眺めた。Aは祖父の家でメジャーリーグの中継を観た事や、『ピノキオ』のコローディ版とディズニー版とを見比べてその違いを指摘している。言語、記憶、虚無、死についてポール・オースター自身の見解が述べられる。